# Přátelství

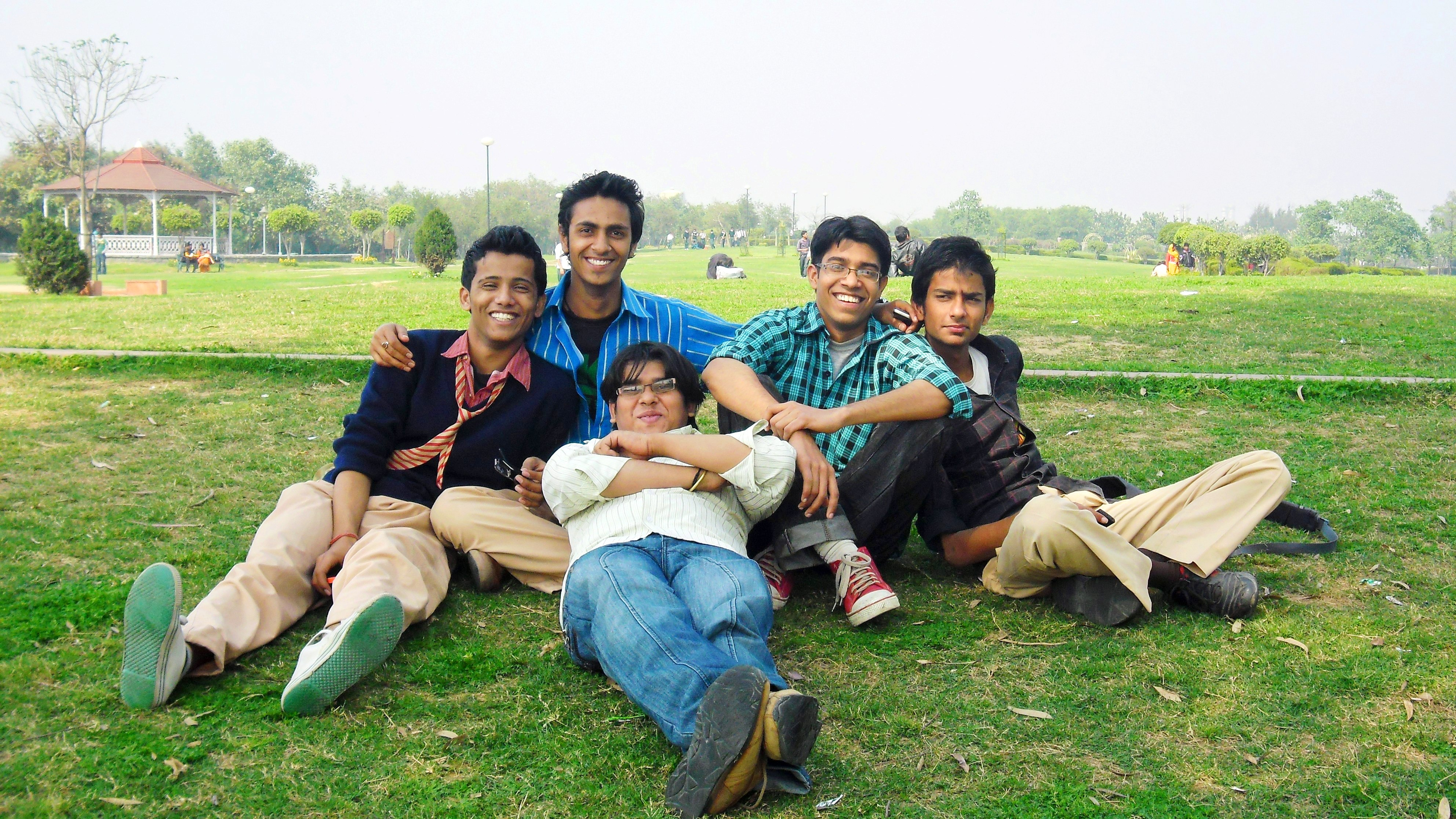
Skupinka přátel v Indii

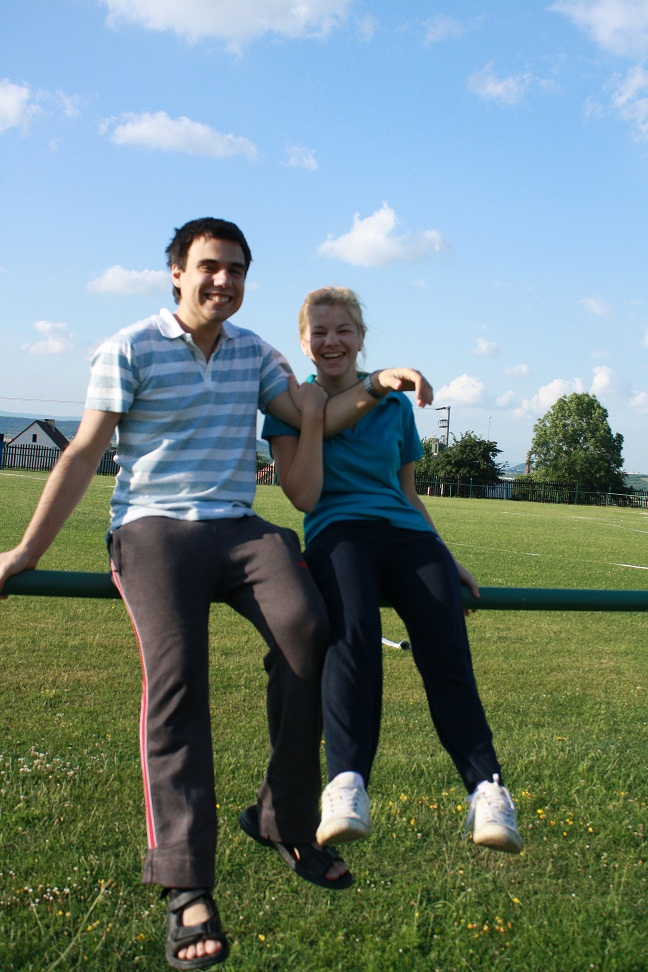
Bavící se přátelé

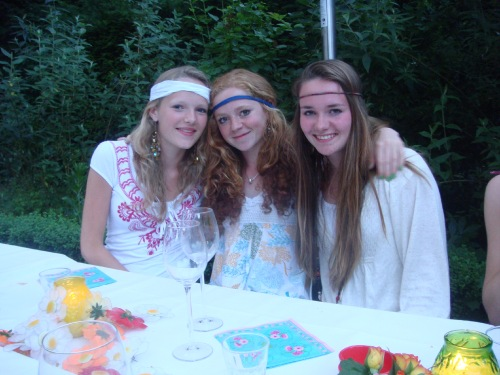
Přátelství

Přátelství je podle on-line Sociologické encyklopedie Sociologického ústavu AV ČR reciproční vztah spojující dvě anebo více osob na základě vzájemných sympatií, které nemají sexuální charakter. Jedná se o mezilidský vztah vyznačující se vzájemnou náklonností a porozuměním. Lidé v přátelském vztahu se vůči svým protějškům chovají ohleduplně a chtějí pro své přátele to nejlepší. Důležitá je také vzájemná upřímnost, důvěra a schopnost empatie; přátelé se svým protějškům mohou svěřit se svými pocity a názory bez strachu, že by za ně byli odsuzováni. V přátelství je také běžná vzájemná nezištná pomoc a touha trávit se svým protějškem co nejvíce času.
Přátelství je téměř ve všech charakteristikách shodné s láskou. Na rozdíl od lásky ale přátelé nejsou fyzicky (sexuálně) přitahováni svými protějšky. Pokud při krátkodobém odloučení zamilovaný člověk trpí pocity samoty a prázdnoty, jedná se spíše o nezdravou formu závislosti než lásku. Pokud se jedná o lásku bez sexuálních prvků, nazývá se tento vztah platonická láska, tedy silný citový vztah, ve kterém ani jeden z partnerů netouží po sexuálním styku.
Forma přátelství, kdy člověk cítí ke svému protějšku hluboký obdiv, trvale na něj myslí a při odloučení trpí pocity prázdnoty, se nazývá narcistický obdiv. Tento cit může být, stejně jako každý cit, pouze jednostranný.

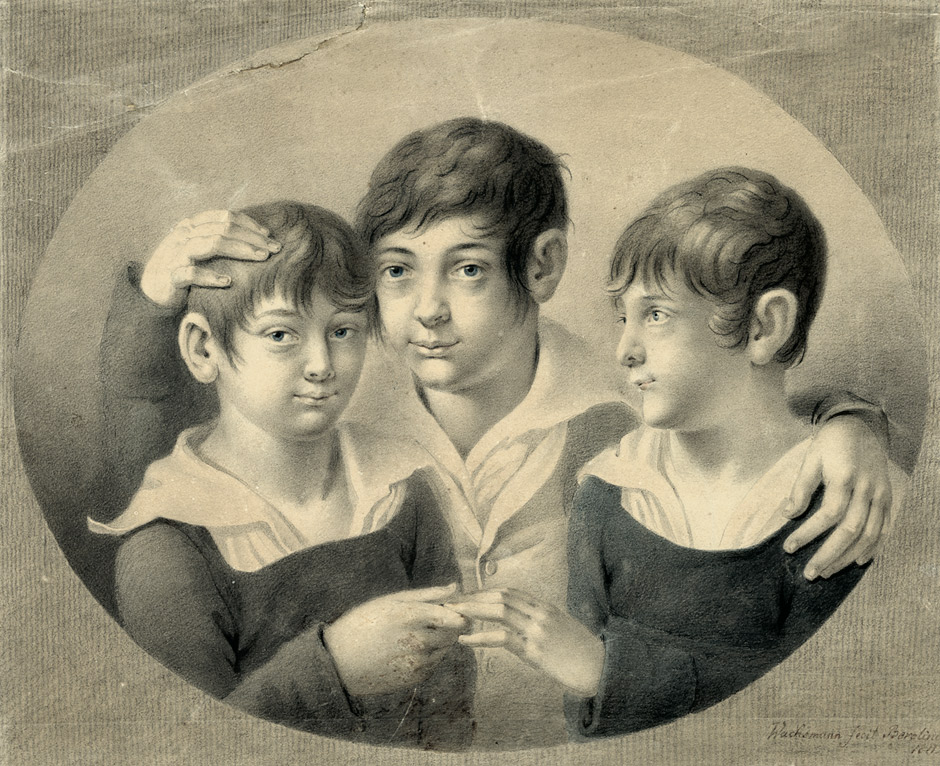
Přátelství zachycené na obrazu Přátelství tří chlapců (v orig. Freundschaftsbildnis dreier Knaben) německého malíře Antona Wachsmanna z roku 1811

Opakem přátelství je nepřátelství, kdy chce člověk v nepřátelském vztahu pro svého nepřítele to nejhorší. Podobně je tomu u falešného přátelství, kdy se jeden nebo více domnělých přátel za přátele pouze vydává nebo se tak tváří, ale (a to zvláště, když jde do tuhého) se jako přítel nechová. Druhého to obvykle psychicky zraní.
Z hlediska hlubinné psychologie je přátelství definováno například teorií sociální směny.
Charakteristiky přátelství se v průběhu ontogeneze (vývoje člověka) mění.

## Družba
V české kultuře se také vžil termín družba pro formální přátelství/partnerství využívaný dokonce i v názvech entit, např. náměstí Družby v Ostravě-Porubě, obchodní centrum Družba v Českých Budějovicích aj.

## Vývoj podle věku
- Předškolní věk a raný školní věk – typickými znaky dětských přátelství je důraz na společnou činnost, uspokojování vlastních potřeb a posílení vlastního statusu. Vztahy bývají často krátkodobé.
- Starší děti, adolescenti a dospělí – ty naopak charakterizuje sdílení hlubších zájmů i citů, péče o druhého a jeho potřeby. Vztahy jsou relativně trvalé; snesou i krize a rozpory.[3]

## Přítel a nepřítel ve světě zvířat

Pes jako symbol přátelství v říši zvířat

Ve zvířecí říši je jako symbol přátelství často zobrazován pes, zejména jako přítel člověka. Za symbol nepřátelství lze ve zvířecí říši naopak považovat hada (např. v oblasti výkladu snů had (též zmije) značí nepřítele, a pokud jím je člověk ve snu napaden, znamená to varování dávat si pozor na nové známé, kteří se mohou ukázat jako nepřátelé). Někdy je jako symbol nepřátelství ve zvířecí říši zobrazován také vlk, např. v řecké mytologii byl zpupný král Lykáón proměněný ve vlka kvůli jeho špatné povaze a proto, že se vzepřel bohům. Chápání vlka jako symbol nepřátelství lze spatřovat i ve spojení „člověk člověku vlkem“, které je podle Thomase Hobbese a jeho knihy Leviathan odrazem společnosti v přirozeném stavu, kdy nikdo není ani tak silný, ani tak chytrý, aby se nemusel obávat násilné smrti ze strany druhých.

Had jako symbol nepřátelství v říši zvířat

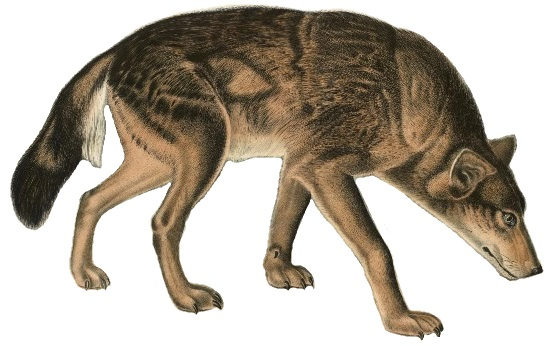
Vlk jako symbol nepřátelství v říši zvířat

## Přátelství v literatuře
- Úryvek z LÚKIANOS. Toxaris: (O přátelství). Přeložil Antonín SALAČ. Praha: F. Topič, 1912. Osení, knihy mladých čtenářů, s. 45–46:

Toxaris: „... Bylo by na čase rozhodnouti, kdo z nás podlehl a zaslouží tedy, aby mu byl jazyk vyříznut nebo ruka uťata. Kdo bude rozhodčím?“
Mnesippos: „Nikdo; neboť neustanovili jsme nikoho soudcem hovoru. Ale víš, co učiníme? Nyní stříleli jsme bez cíle; podruhé vyvolíme si rozhodčího a před ním mluviti budeme o jiných přátelích. Kdo potom podlehne, ten přijde o jazyk – budu-li to já, nebo o ruku – budeš-li to ty. Ale to by bylo přece jen kruté; vždyť ty jsi chválil přátelství, a i já soudím, že lidstvo nemá nad ně dražšího a krásnějšího pokladu. Nuže, podejme si ruce, buďme přáteli od této chvíle i dále v budoucnu a těšme se z toho, že jsme oba zvítězili a získali cen nejvyšších, obdrževše každý místo jednoho jazyka a jediné pravice po dvou, a k tomu ještě čtyři oči a čtyři nohy a vůbec všeho dvojnásob. Neboť sejdou-li se dva nebo tři přátelé, je to jako když malíři vyobrazí obra Geryona o šesti rukách a třech hlavách; neboť to byli asi tři lidé a dělali vše společně, jak se sluší na přátele.“
Toxaris: „Máš docela pravdu. Nuže, učiňme tak, jak si přeješ!“
Mnesippos: „Ale k potvrzení přátelství, Toxaride, neshánějme ani krve ani dýk; neboť hovor právě skončený a shoda smýšlení jsou daleko lepší zárukou, než onen pohár, z něhož vy píváte krev, protože k přátelství netřeba násilí, nýbrž přesvědčení.“
Toxaris: „To úplně schvaluji. Nuže, buďme si hostinnými přáteli; ty uhostíš mne u sebe zde v Helladě, a já ti oplatím pohostinství, přijdeš-li kdy do Skythie.“
Mnesippos: „Na mou věru, nerozpakoval bych se ještě dále jíti, měl-li bych získati takové přátele, jakým ty's se mi, Toxaride, v řeči své projevil.“ (konec díla)